# 駐聖保羅臺北經濟文化辦事處
駐聖保羅臺北經濟文化辦事處（葡萄牙語：Escritório Econômico e Cultural de Taipei em São Paulo），亦稱駐聖保羅辦事處，是中華民國政府派駐巴西聯邦共和國圣保罗州首府聖保羅的代表機構。
辦事處負責推動臺灣與聖保羅之間的政治、經貿、文化、觀光等各層面的雙邊關係，以及辦理護照、簽證、文件證明等领事相關業務，並提供僑民服務與旅外國人急難救助，功能等同邦交國的總領事館。
領事轄區為聖保羅州、巴拉那州、里約熱內盧州、圣卡塔琳娜州、圣埃斯皮里图州（聖靈州）、米纳斯吉拉斯州（大礦州）、南里奥格兰德州（南大河州）、南马托格罗索州（南大草原州）。

## 歷史[9]
1975年7月14日，於第1大城聖保羅設立具大使館功能的駐巴西遠東貿易中心。
1980年2月15日，更名為駐巴西臺北商務中心。6月，於第2大城里约热内卢增設分中心。
1992年1月10日，於首都巴西利亚設立駐巴西臺北經濟文化辦事處，原駐聖保羅、里約熱內盧的商務中心、分中心亦同時更名為臺北經濟文化辦事處。
2002年12月20日，裁撤駐里約熱內盧臺北經濟文化辦事處（Escritorio Economico e Cultural de Taipei em Rio de Janeiro），由駐聖保羅臺北經濟文化辦事處兼轄。

### 事件
2023年3月10日，駐聖保羅辦事處組長王之化在住處墜樓身亡，遺孀俞惠敏投書媒體向外交部長吳釗燮陳情。4月11日，其家屬在臺北市議員應曉薇陪同下召開記者會，並公布王之化生前錄製的錄音、信件等資料。表示因不願草率核銷鉅額的官邸修繕費近40萬美元，遭辦事處長馮光中挾怨報復、霸凌，且意圖聯合陳姓秘書，設計栽贓贪污公款。事件傳出後，馮光中表示王之化有憂鬱症，且有就醫紀錄，但家屬出示其3年來的就醫紀錄，強調從未看過身心科，生前錄音更「沒拿公家一毛錢」。4月18日，家屬在議員陪同下前往臺灣臺北地方檢察署按鈴告發處長馮光中加重诽谤罪。中華民國外交部對於此案回應，官邸修繕於2022年6月結案，王之化是2022年7月到任，生前未經手官邸修繕，日前已派政風處人員前往巴西調查，外交部的立場是勿枉勿縱。5月9日，外交部表示，由於王之化家屬已正式向法院提告，案件進入司法調查程序，基於調查不公開原則，外交部行政調查報告將提供檢調單位參考，不對外公開。10月23日，臺灣臺北地方檢察署傳喚馮光中到案說明，檢察官訊後認為其涉犯《貪污治罪條例》，以10萬新臺幣交保候傳。

## 外部連結
- 駐聖保羅臺北經濟文化辦事處的Facebook、Twitter、Instagram、華僑文教服務中心